# Burgstallkogel
Burgstallkogel är en kulle i Österrike.   Den ligger i distriktet Gmunden och förbundslandet Oberösterreich, i den centrala delen av landet, 210 km väster om huvudstaden Wien. Toppen på Burgstallkogel är 572 meter över havet.
Terrängen runt Burgstallkogel är bergig åt sydväst, men åt nordost är den kuperad. Närmaste större samhälle är Bad Goisern, 2,7 km söder om Burgstallkogel. 
I omgivningarna runt Burgstallkogel växer i huvudsak blandskog. Runt Burgstallkogel är det ganska tätbefolkat, med 70 invånare per kvadratkilometer.